# MUSCLE (Software)
MUltiple Sequence Comparison by Log-Expectation (MUSCLE) ist ein Computerprogramm zur Bearbeitung von Alignments bestehend aus Protein- oder Nukleotidsequenzen und ist lizenzfrei zugänglich. Die Methode wurde von Robert C. Edgar in zwei Artikeln 2004 veröffentlicht. Der erste Artikel stellte den Algorithmus zur Erstellung des Alignments vor und wurde in Nucleic Acids Research veröffentlicht. Der zweite Artikel, publiziert in BMC Bioinformatics, drehte sich mehr um die technischen Details.

## Algorithmus
Der MUSCLE Algorithmus wird in drei Abschnitte aufgeteilt: den draft progressive-, den improved progressive- und den refinement-Abschnitt. Im ersten Abschnitt wird ein erstes Konzept des Alignments erstellt, wobei hier Geschwindigkeit im Vordergrund steht. Im zweiten Abschnitt werden Kimura-Distanzen herangezogen, um ein akkurateres Alignment zu erhalten. Im finalen Abschnitt wird das Alignment aus Abschnitt zwei nochmal verfeinert. Nach jedem Abschnitt sind mehrere Alignments verfügbar. In den ersten beiden Abschnitten des Algorithmus werden die Zeitkomplexität und der DSPACE mit O(N2L + NL2) und O(N2 + NL + L2) angegeben. Im finalen Abschnitt wird ein weiterer Term hinzugefügt: O(N3L). MUSCLE wird oft statt Clustal verwendet, da es üblicherweise (aber nicht immer) besseres Alignments liefert. Außerdem ist MUSCLE deutlich schneller in der Erstellung des Alignments, besonders bei größeren Alignments.

## Integration
MUSCLE ist in verschiedenen Programmen verfügbar, unter anderem in DNASTAR’s Lasergene, Geneious, MacVector, Sequencher, MEGA und in UGENE, als Plug-In. MUSCLE ist auch als Webservice via European Molecular Biology Laboratory (EMBL) und European Bioinformatics Institute (EBI) erreichbar. Die zwei Artikel, die MUSCLE beschreiben, wurden fast 25000 mal zitiert (15. Februar 2018).